# 网络特工
网络特工（或称網路特務，簡稱網特，在台灣也被稱為網軍）指被认为受到特定政府机构或其他（通常为政治性的）组织雇佣，为达成某一目标，透過互联网进行特定活动的人员。这类活动通常包括：运用网络技术手段进行监视、刺探获取或者扰乱对手的情报信息，或者改变对方国的政治舆论走向等。

## 中国大陆
网络评论员（即网评员）是中国大陆的一种特定称呼，指受雇发表有利于中国政府或相关部门评论的人员。他们通常以普通网民身份，在境内外网站上发表拥护中国政府（或相关部门）的内容，围攻批评政府的网络声音，或采取其他网络传播策略，来试图达到影响、引导和制造网络舆论的目的。

### 中国大陆网络特工相关用语
- 五毛（或五毛党）：对中国大陆网络评论员的一种别称，用以讽刺他们每发一帖可以从政府手中获得五毛钱[6][7]。不过在网络论战中，被称呼为“五毛”的可能仅仅是支持中国政府的普通网民。
  - 自干五（意为：自带干粮的五毛）：被称为“五毛”的人士可能会自称“自干五”（即“自带干粮的五毛党”），来声称自己非受雇而是自发支持和拥护中国政府的网民。
- 狗粮、狗粮党、狗粮二毛五、美分（或美分党、五美分党）：原指受雇佣于境外反中组织，靠境外资助的网络水军或网络特工，因为部分其他网民嘲讽其发帖可以获得“五美分”（与前文“五毛”相对），因此被称为“五美分党”，其中也有一些自发对政府不满的人士。
  - 网络特工（或网特）一词虽然从定义上可以用来指代在境内外网络上制造舆论的中国大陆网评员，但作为网络用语在中国大陆论坛上使用时，通常都指中国政府及支持者眼中的“西方反中网络特工”，和“美分”类似。
  - 后期这类人也被称做八千，因网传境外资助的水军一个月有8000元工资[8]。

“美分”和“五毛”等词经常被两个网络阵营在新闻评论区或论坛版块上用于对对方的蔑称和人身攻击。然而双方大多仅停留在没有实际意义的口头争论，一般都没有证据表明对方是受雇佣的网络特工或网络评论员。

### 虚假的事件

#### 《舆情员津贴奖金发放表》事件
大约在2016年五、六月份，一张名为《舆情员津贴奖金发放表》的名单在中国大陆网络上流传，名单列出了隶属于名为“部直属第5分队”的33名舆情员的网络ID和当年5月的收入等信息，人均月收入在8000元人民币以上，支付方式为支付宝或中国国内银行。中国左派媒体如“察网”截取名单中人员的网络发言截图，称这些人员攻击毛泽东、中国社会和政治制度，因而是“反共反华网络水军”，左派网民也由此用“八千党”或者“7999+1”来指称“西方反中网络特工”；而自由亚洲电台则认为这是一份中国当局雇佣的网络评论员名单。后据中华人民共和国公安部官网和中国中央电视台等媒体报道，指该名单系伪造，上海警方已将一6人造谣团伙抓获，其来自国内多个城市，通过微信群联系，多为50岁上下，包括一内蒙古通辽市纪检委干部，因工作不如意、生活空虚，为寻求关注、刺激与自己意见相左的网民，晒豪车别墅现金，包装自己为为政府工作的高收入“舆情员”。央视新闻认为该犯罪团伙严重损害了国家的形象。

## 台湾
台灣法務部調查局針對網軍進行定義為境外敵對勢力或所屬的政治性組織，為對我國政府機敏機關及關鍵基礎設施進行網路駭侵。行為包括境外敵對勢力駭侵我關鍵基礎設施、散布假訊息對我遂行認知作戰等兩大樣態，如COVID-19疫情期間散布不實訊息、散布不實食品安全或選舉訊息均被列入細項。5大網路犯罪態樣和適用法條，包括《刑法》恐嚇罪、詐欺罪、妨害名譽罪、侮辱公署罪、妨害電腦使用罪等。
中華民國內政部報告為針對包括網路假訊息、網路色情、妨害電腦使用等，其中假訊息方面，選舉秩序、災害防救、軍事安全、傳染病流行疫情、食品安全、廣播電視、交通運輸安全、市場交易秩序、金融秩序、社會秩序均屬於網軍行為。

### 台灣网络特工相关用语
- “1450”：该词来源于2019年行政院農業委員會的一份预算案，指该委员会拟编列新台币1,450万元预算，用于“加强农业讯息因应对策计划”，即对外招标聘请至少四人，在网络论坛等社交平台进行讯息实时澄清等工作，避免農民因錯假訊息受害[14]，被中国国民党籍立法委员质疑是在招募网络水军[15][16]，并被认为和民进党反对韓國瑜的政治活动有关[17][18]。此后，“1450”演变成为用于讽刺民進黨所主导网络水军的网络用语[19]。

### 蔡英文政府執政時期
2018年9月，颱風燕子橫掃日本期間，台灣前駐大阪辦事處處長蘇啟誠在上級要求檢討及輿論大肆抨擊之「內外交迫」情境下身心俱疲而選擇自盡，遺言表明『不想受到羞辱』，以死明志。台北地方法院，在2021年11月一審的判決書指出，依據手機通聯等紀錄，認定楊蕙如是網軍業主，其下線為蔡福明，檢察官並指出，楊蕙如為首的網軍架構，試圖透過發文造謠的方式，操縱輿論方向，間接導致我國外交官自縊。由於楊蕙如過去曾為謝長廷助選，台灣綠營豢養「網軍」帶動輿論風向，打擊異己的傳聞首度得到證實。
2019年4月，民進黨黨內總統初選火熱之際，賴清德在一次記者訪問中，公開喊話總統「請要求網軍停止攻擊我」，被認為是蔡英文政府有養網軍的重要證據。
2019年12月，国民党副秘书长张显耀、蔡正元及前立委邱毅召开记者会，指民进党中央组建网军，攻击政治人物。同月，經法院確定以金錢為代價攻擊外交官的楊蕙如，其職掌的易始公司也被紕漏該公司自2009年成立後，無政府案件，直到民進黨執政後，才大量獲得來自政府的預算。另一方面，農委會編列1,450萬預算事件爆發時，民進黨雇用小編來澄清不實報導，而遭外界質疑是拿人民納稅錢養網軍，至此網友將民進黨的各類政府，黨部出錢或是支持者自發性行為的各類網軍行為統稱為「1450」。
2020年11月，行政院幕僚被發現製作網路圖卡，該圖卡隨後出現於陳嘉行、我是台灣人．台灣是咱的國家、芋傳媒等非政府經營之網路平台。
2021年12月，爆發林秉樞案，在該案爆發後林秉樞的維基百科被IP來自交通部公路總局的匿名用戶修改。同時，該網段屬於政府使用之IP，亦被發現參與韓國瑜、2019冠状病毒病阴谋论之維基百科條目修改 。
2021年12月8日網路溫度計透過大數據調查（圖）網酸「網軍治國」不是沒道理 網軍爭議前三名都與民進黨有關的卡神楊蕙如、林瑋豐都入列
。

### 虛假的事件

#### 高雄市長選舉
2018年中華民國直轄市長及縣市長選舉期間，深綠粉專只是堵藍曾因造假韓國瑜新聞，在NHK「DIGITAL vs REAL」專題節目中，視為假新聞範本報導，報導指出「支持蔡英文的這個市民團體，發布了有貶低作用的對立內容，其20萬的粉絲可以將這些內容分享散播出去」。其粉專隨後的澄清文中，亦被指出翻譯錯誤。

## 西方
美國在2010年5月成立網戰司令部，並在2013年擴充至4900人，職責包含本國和盟友的防禦及海外進攻行動。

### 民间组织（非政府组织）
中国的部分民间组织，包括受到美国国家民主基金会资助的中国人权观察、独立中文笔会、世界维吾尔代表大会等，这些组织经常在境内外网站发表被中国政府认为反对中国的言论，因而会被一些支持中国政府的网民认为是“美分党”及网络特工组织。日本《朝日新闻》曾披露，该报获得一份关于美国国家民主基金会从1983年成立以来提供资金支持的国家组织和金额的清单，还附有支持世界各地“民主”运动的详细信息。对此中华人民共和国外交部发言人答记者问时表示，“……但任何一个国家都不会允许任何境外非政府组织活动危害本国安全和社会稳定。对那些妄图在中国境内颠覆中国国家政权、危害中国国家安全，以及损害中国国家利益或者社会公共利益的组织，中国政府将依法予以处理。”
2014年，美國FOX電視台專訪美國國防政策顧問白邦瑞關於香港雨傘革命相關議題時，提及美國透過美国国家民主基金会，編列數百萬的預算用於影響各區域政治，並證實中國指責美國支持泛民主派在香港進行相關活動並非空穴來風，意圖將习近平引入這些紛爭，並以俄羅斯佔領克里米亞做為比喻，一樣是外部勢力干涉。

### 虚假的事件

#### 伊拉克戰爭
五角大廈在2007年至2011年之間，提供共計$540百萬美元的合約給予Bell Pottinger，製作虛假的恐怖份子影片、新聞文章用於影響輿論。部分評論家如諾姆·杭士基亦批評媒體配合政府提供資料進行宣傳，而未質疑入侵合法性。

#### 前美國總統川普
2020年美國總統大選期間，美國總統參選川普，其透過推特發布之消息，被左派政客認為放大種族仇恨、散佈錯誤資訊、不當干預選舉，而被標記為「沒有根據」。